# 双硫仑
双硫仑（英語：Disulfiram），商品名戒酒硫、安塔布司（英語：Antabuse），是一種通过产生对乙醇（饮酒）的急性敏感性来用于支持治疗酒精成瘾的藥物。双硫仑的作用是抑制乙醛脱氢酶，导致饮酒后立即感受到宿醉的许多影响。即使是少量的酒精，也会产生脸红、头颈部跳动、跳动的头痛、呼吸困难、恶心、大量呕吐、出汗、口渴、胸痛、心悸、呼吸困难、换气过度、心跳过速、低血压、晕厥、明显的不安、虚弱、眩晕、视力模糊和意识模糊。在严重反应中，可能出现呼吸抑制、心血管衰竭、心律失常、心脏病发作、急性充血性心力衰竭、无意识、抽搐和死亡。
因為對酒精有立即性反應而被使用於治療慢性酒精依赖。在体内，酒精被转化为乙醛，然后被乙醛脱氢酶分解。当乙醛脱氢酶受到抑制时，乙醛就会积聚，引起令人不快的副作用，故应配合醫生處方使用。
已有研究表明，双硫仑可能用於治療癌症、寄生虫感染和潜伏的HIV感染。

## 酒精成癮
双硫仑被用作治疗酒精成瘾的二线治疗方法，仅次于阿坎酸和纳曲酮。
在正常的代謝途徑中，酒內的乙醇會經由肝臟的乙醇脫氫酶作用轉化成乙醛，乙醛再經由乙醛脫氫酶作用變成無毒的乙酸衍生物（乙酰辅酶A）。而双硫仑阻斷此代謝途徑的方法便是透過妨礙中間階段的乙醛脫氫酶。若在有双硫仑的影響下攝取乙醇，則血液中的乙醛濃度可為原本（同樣的乙醇攝取量，不受双硫仑影響的正常代謝途徑）的5至10倍，又乙醛為造成宿醉的主要原因之一，双硫仑即因此造成酒精攝取後更立即且不舒服的反應。在攝取乙醇大約五到十分鐘後，患者便會經歷長達三十分鐘甚至數小時的「宿醉反應」，症狀包括：皮膚潮紅、心率加快、呼吸急促、噁心、嘔吐、劇烈頭痛、視覺障礙、精神錯亂、体位性暈厥以及循環衰竭。
双硫仑不應在攝取乙醇後的十二小時內使用，此外，人們對於双硫仑反應並不會隨著使用量、使用次數而有所減少，越長時間使用，双硫仑的反應越強。當双硫仑漸漸開始被消化道吸收，消失於體內時，双硫仑所帶來的效果將會持續大約兩個星期，因此在醫學倫理中規定患者必須詳細了解双硫仑對酒精的反應。
双硫仑不能降低患者對於乙醇的渴望，所以与这种药物有关的一个主要問題就是患者的低依從性。而改善依從性的方法有將双硫仑植入真皮中，讓它持續在真皮中釋放12週，或在监督下的给药方式，如藉由用藥者的配偶、家人定期给药。
尽管直到20世纪末，双硫仑仍然是治疗酗酒的最常见药物，但今天它经常被较新的药物取代或伴随使用，主要是纳曲酮和阿坎酸的组合，试图直接解决与酒精使用障碍有关的大脑生理过程。

## 无酒精情况下的副作用
在没有酒精的情况下，最常见的副作用是头痛和口腔中帶有含金屬或是大蒜的味道。但也可能出现更严重的副作用。色醇是在人體中會引發睡眠的化合物，會在双硫仑的治療後在肝臟中形成。
不太常见的副作用包括性欲下降、肝脏问题、皮疹和神经炎症。肝脏毒性是一种不常见但潜在的严重副作用，应密切监测风险群体，例如肝功能已经受损的人。尽管如此，双硫仑引起的肝炎发生率估计在1/25,000到1/30,000之间，而且很少成为停止治疗的主要原因。
双硫仑的神經毒性病例也有產生，会導致錐體外症候群和其他症狀。双硫仑在低于通常推荐的500毫克的每日剂量下会产生神经病变，神经活检显示轴突变性，而且这种神经病变很难与酒精使用障碍相关的神经病变区分开来。双硫仑神经病变在经过一段可变的潜伏期（平均为5到6个月）后发生，并稳步发展。停止使用药物后可能会出现缓慢的改善；通常最终会完全恢复。
双硫仑會破壞其他化合物的新陳代謝，包括扑热息痛（對乙醯胺基酚）、茶鹼和咖啡因。然而在多數情況下，典型劑量的双硫仑是溫和的，並且能使這些化合物會在半衰期時增加20-40%。

## 双硫仑反应
在医學中，双硫仑反应（英語：Disulfiram effect）指特定药物對酒精的不良反應的作用，类似双硫仑引起的作用。
例如：
- 抗生素（硝基咪唑类），如甲硝唑。
- 第一代磺酰脲类药物，如甲苯磺丁脲和氯磺丙脲。
- 數種头孢菌素藥物，包括头孢哌酮、头孢曼多和头孢替坦，具有N-甲硫基四唑部分。
- 灰黄霉素，一种口服抗真菌药物。
- 檸檬酸氰氨化鈣，和双硫仑具有相同功能，但作用程度較弱，也較為安全。[來源請求]
- 鬼傘素，代謝成為1-胺基環丙醇，和双硫仑有相同的代謝效果。它會自然地在其他可食用的墨汁鬼傘 （Coprinopsis atramentaria）產生, 因此他的口語名字就成為“tippler's bane”。相似的反應在Clitocybe clavipes和Suillellus luridus中也存在，但促使這些種類產生反應的媒介未知。

## 歷史
1881年首次报道了双硫仑的合成，它最初被称为二硫化四乙基秋兰姆。到1900年左右，它被引入到橡胶的硫化工业过程中，并被广泛使用。1937年，美国的一位橡胶厂医生发表了一篇论文，指出接触了双硫仑的工人对酒精有不良反应，可以作为治疗酒精成瘾的药物；瑞典橡胶靴厂的工人也注意到了这种效果。
在20世纪40年代初，它已被测试为疥疮一种寄生性皮肤感染以及肠道寄生虫的治疗。
大约在那个时候，在德国占领丹麦时期，丹麦药品公司Medicinalco的Erik Jacobsen和Jens Hald利用这项研究，开始探索使用双硫仑来治疗肠道寄生虫。该公司有一群热情的自我实验者，他们自称为“死亡营”，在对自己进行药物试验的过程中，意外地发现，当药物还在他们体内时，喝酒会使他们产生轻微的不适。:98–105
他们在1945年有了这一发现，但没有采取任何行动，直到两年后，Jacobsen在一次即兴演讲中提到了这项自我实验工作和Diatulflams与酒精结合时的恶心诱导作用，这次演讲后来在当时的报纸上被讨论，导致他们进一步探索将这种药物用于基于厌恶反应的治疗酒精成瘾的方法。 :98–105这项工作包括与从事酗酒者工作的医生Oluf Martensen-Larsen进行的小型临床试验。他们从1948年开始发表他们的作品。
Medicinalco公司的化学家在试图提纯一批被铜污染的双硫仑时发现了一种新的结构。这种结构被证明具有更好的药理特性，该公司为其申请了专利，并将这种形式用于作为Antabus（后来被命名为Antabuse）推出的产品。
这项工作导致了对乙醇的人类代谢的重新研究。人们已经知道，乙醇主要在肝脏中代谢，它首先被转化为乙醛，然后乙醛被转化为乙酸和二氧化碳，但涉及的酶并不清楚。到1950年，这项工作使人们认识到，乙醇被乙醇脱氢酶氧化成乙醛，乙醛被乙醛脱氢酶（ALDH）氧化成乙酸，而双硫仑的作用是抑制ALDH，导致乙醛的积聚，这就是会在体内造成负面影响的原因。
该药物首先在丹麦上市，截至2008年，丹麦是该药处方最多的国家。 它于1951年被FDA批准。FDA后来批准了其他用于治疗酒精使用障碍的其他药物，即1994年的纳曲酮和2004年的阿坎酸。

## 研究
二硫龍已被研究作為癌症、寄生蟲感染、焦慮症和潛伏HIV感染的可能治療方法。
二硫龍已顯示可逆轉大鼠視網膜色素變性。

### 癌症
当双硫仑与金属形成络合物（二硫代氨基甲酸酯络合物）时，它是一种蛋白酶体抑制剂，截至2016年，它已在体外实验、模型动物和小型临床试验中被研究为可能治疗肝转移、转移性黑色素瘤、胶质母细胞瘤、非小细胞肺癌和前列腺癌。各种耗铜剂的临床试验已经展开。

### 寄生虫感染
在体内，双硫仑迅速代谢为二乙基二硫代氨基甲酸盐（ditiocarb），与锌或铜等金属离子结合，形成二乙基二硫代氨基甲酸锌或铜（zinc或copper ditiocarb）。双硫仑的二乙基二硫代氨基甲酸锌（Zinc-ditiocarb）代谢物对引起腹泻和肝脓肿的寄生虫溶组织内阿米巴具有极强的效力，并可能对其他致命的寄生虫具有活性。

### HIV
通过系统的高通量筛选，双硫仑还被确定为潜在的HIV潜伏期逆转剂（LRA）。
重新激活患者的潜伏HIV感染是一种被称为“休克和杀戮”的研究策略的一部分，它可能能够减少或消除HIV储库。最近对接受抗逆转录病毒治疗并得到控制的HIV患者进行的II期剂量递增研究观察到，随着接触双硫仑及其代谢物的增加，细胞相关的未拼接HIV RNA也会增加。双硫仑也正在研究与另一种正在研究的潜伏期逆转剂伏立诺他联合使用，以治疗HIV。

### COVID-19
双硫仑已被证明可以抑制MERS-CoV和SARS-CoV的木瓜蛋白酶。在一项小型的非结论性回顾性观察研究中，它对COVID-19症状的影响得到了检验，目前正处于第二阶段的临床试验。

## 职业安全
尽管美国职业安全与健康管理局（OSHA）没有为工作场所的双硫仑设定允许接触限值（PEL），但美国国家职业安全卫生研究所已经将建议接触限值（REL）设定为2毫克/立方米，并建议工人避免同时接触二溴乙烷。

## 參见
- 墨汁鬼傘，会产生鬼伞素的菌类，其在摄入时会表现出类似双硫仑的效果
- 福美双

## 外部連結
- . Drug Information Portal. U.S. National Library of Medicine.   [2021-06-04]. （原始内容存档于2021-06-04）.
- Toxicity, Mushroom - Disulfiramlike Toxins 於 eMedicine
- CDC - NIOSH Pocket Guide to Chemical Hazards （页面存档备份，存于）